# 1728 Goethe Link
Az 1728 Goethe Link (ideiglenes jelöléssel 1964 TO) a Naprendszer kisbolygóövében található aszteroida. Az Indianai Egyetem fedezte fel 1964. október 12-én.